# Giuseppe Wilson
Joseph „Giuseppe“ Wilson (* 27. Oktober 1945 in Darlington, England; † 6. März 2022 in Rom) war ein italienischer Fußballspieler. Im Norden Englands als Sohn eines Engländers und einer Italienerin geboren, zog seine Familie bereits kurz nach seiner Geburt nach Italien, wo er fast seine gesamte Fußballerkarriere bestritt.

## Karriere
Giuseppe Wilson begann seine Profilaufbahn bei Cirio und spielte von 1965 bis 1969 für Internapoli. Dann wechselte er von Neapel nach Rom und bestritt für Lazio Rom von 1969 bis 1979 296 Spiele, wobei er vier Tore erzielte. 1972 stieg er mit Lazio aus der zweiten Liga in die erste Liga auf In der darauffolgenden Saison belegte die Mannschaft den dritten Platz. 1974 gewann der Innenverteidiger und Mannschaftskapitän von Lazio den italienischen Meistertitel, den ersten überhaupt in der Geschichte des Vereins. Er bestritt 1974 3 Länderspiele für Italien, davon zwei bei der Fußballweltmeisterschaft als Einwechselspieler gegen Argentinien (1:1) und gegen Polen (1:2; sein erstes Länderspiel bestritt Wilson im Februar 1974 in Rom beim 0:0 gegen Deutschland). Mit Luciano Re Cecconi und Giorgio Chinaglia gehörten zwei weitere Spieler des amtierenden Meisters zum italienischen Weltmeisterschaftskader 1974. In den folgenden Jahren waren der vierte Rang 1975 und der fünfte Rang 1977 die besten Platzierungen Lazios in der ersten Liga. Im Sommer 1978 ging er zu Cosmos New York und gewann mit Cosmos die NASL-Meisterschaft. Anschließend kehrte er zu Lazio zurück. Im März 1980 wurde er mit  drei anderen Mannschaftskameraden verhaftet, wegen Spielmanipulationen angeklagt und anschließend zu einer dreijährigen Sperre verurteilt, die das Ende seiner Spielerkarriere bedeutete.

## Erfolge
- Italienischer Serie-D-Meister (Gruppe F): 1966/67
- Coppa-delle-Alpi-Sieger: 1971
- Italienischer Meister: 1973/74
- NASL-Meister: 1978